# Östra Tollstads socken
Östra Tollstads socken i Östergötland ingick i Vifolka härad, ingår sedan 1971 i Mjölby kommun och motsvarar från 2016 Östra Tollstads distrikt.
Socknens areal är 46,83 kvadratkilometer, varav 46,47 land. År 2000 fanns här 487 invånare. En del av Mantorp samt kyrkbyn Östra Tollstad med sockenkyrkan Östra Tollstads kyrka ligger i socknen. 

## Administrativ historik
Östra Tollstad socken har medeltida ursprung, med namnet Tollstads socken. Sedan mitten av 1700-talet finns dels Östra Tollstads socken, dels Västra Tollstads socken.
Vid kommunreformen 1862 övergick socknens ansvar för de kyrkliga frågorna till Östra Tollstads församling och för de borgerliga frågorna till Östra Tollstads landskommun. Landskommunen inkorporerades 1952 i Vifolka landskommun och ingår sedan 1971 i Mjölby kommun.
1 januari 2016 inrättades distriktet Östra Tollstad, med samma omfattning som församlingen hade 1999/2000.  
Socknen har tillhört samma fögderier och domsagor som Vifolka härad.  De indelta soldaterna tillhörde  Första livgrenadjärregementet, Stångebro kompani och Andra livgrenadjärregementet, Vifolka kompani.

## Geografi
Östra Tollstads socken ligger sydost om Mjölby och kring Lillån. Socknen är i norr en slättbygd på Östgötaslätten, i söder en kuperad skogsbygd.
Braxstad är en herrgård i socknen.

## Fornlämningar

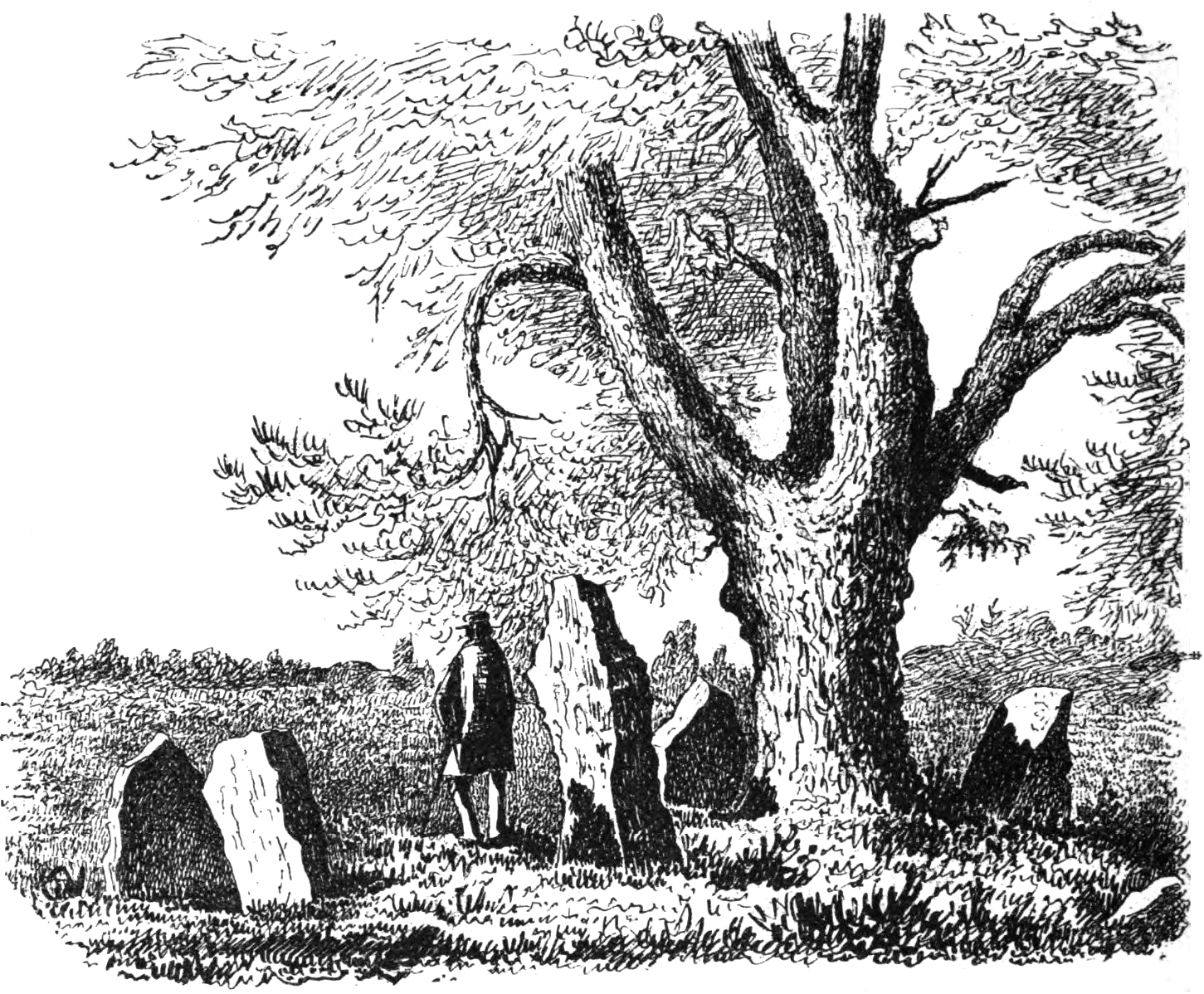
Gravfältet Östra Tollstad 4:1 med fem stenar som bildar en rektangulär stenkrets med en mittsten. Teckning från omkring 1860.

Kända från socknen är en gravrösen och stensträngar från bronsåldern samt sex gravfält och en fornborg från järnåldern.

## Namnet
Namnet (1347, Tholfstadhe) kommer från kyrkbyn. Förleden innehåller mansnamnet Tholf (Thurulf). Efterleden är sta(d), 'plats'.

### Fotnoter
1. 1 2  Svensk Uppslagsbok Östra Tollstads socken
2. 1 2  Harlén, Hans; Harlén Eivy (2003). Sverige från A till Ö: geografisk-historisk uppslagsbok. Stockholm: Kommentus. Libris 9337075. ISBN 91-7345-139-8
3. ↑  Tollstad&Typ=Alla&DatumFran=&DatumTill= Administrativ historik för Östra Tollstad socken (Klicka på församlingsposten). Källa: Nationella arkivdatabasen, Riksarkivet.
4. 1 2  Sjögren, Otto (1931). Sverige geografisk beskrivning del 2 Östergötlands, Jönköpings, Kronobergs, Kalmar och Gotlands län. Stockholm: Wahlström & Widstrand. Libris 9939
5. 1 2  Nationalencyklopedin
6. ↑  Fornlämningar, Statens historiska museum: Östra Tollstads socken
7. ↑  Fornminnesregistret, Riksantikvarieämbetet: Östra Tollstads socken Fornminnen i socknen erhålls på kartan genom att skriva in sockennamn (utan "socken") i "Ange geografiskt område"
8. ↑  Mats Wahlberg, red (2003). Svenskt ortnamnslexikon. Uppsala: Institutet för språk och folkminnen. Libris 8998039. ISBN 91-7229-020-X. https://isof.diva-portal.org/smash/get/diva2:1175717/FULLTEXT02.pdf